# غيوم لاكور
غيوم لاكور (بالفرنسية: Guillaume Lacour) (2 أغسطس 1980 في هوت دو سان) لاعب كرة قدم فرنسي يلعب حاليا لصالح نادي الدرجة الثانية ستراسبورغ الفرنسي في خط الوسط .

## روابط خارجية
- غيوم لاكور على موقع قاعدة بيانات كرة القدم.إي يو (الإنجليزية)
- غيوم لاكور على موقع ليكيب (الفرنسية)
- غيوم لاكور على موقع كووورة
- غيوم لاكور على موقع AS.com (الإسبانية)